# Dick Schmüll
Diederich Herman Schmüll, detto Dick (9 ottobre 1908 – 11 luglio 1990), è stato un allenatore di pallacanestro olandese.

## Carriera
È stato il primo allenatore dei Paesi Bassi, che ha guidato a quattro edizioni dei Campionati europei (1946, 1947, 1949, 1951).